# Henry Viáfara
Henry Roberto Viáfara (Puerto Tejada, 20 april 1953) is een voormalig profvoetballer uit Colombia, die als verdediger onder meer speelde voor Deportivo Pereira en América de Cali.

## Interlandcarrière
Viáfara nam met het Colombiaans voetbalelftal deel aan de Olympische Spelen van 1980 in Moskou, en speelde daar mee in alle (drie) groepswedstrijden. Hij speelde ook voor zijn vaderland bij de strijd om de Copa América 1983, en kwam tot een totaal van 12 interlands.
| Interlands van Henry Viáfara voor Colombia | Interlands van Henry Viáfara voor Colombia | Interlands van Henry Viáfara voor Colombia | Interlands van Henry Viáfara voor Colombia | Interlands van Henry Viáfara voor Colombia | Interlands van Henry Viáfara voor Colombia |
| №                                          | Datum                                      | Wedstrijd                                  | Uitslag                                    | Competitie                                 | Goals                                      |
| Als speler van Deportivo Pereira           | Als speler van Deportivo Pereira           | Als speler van Deportivo Pereira           | Als speler van Deportivo Pereira           | Als speler van Deportivo Pereira           | Als speler van Deportivo Pereira           |
| ------------------------------------------ | ------------------------------------------ | ------------------------------------------ | ------------------------------------------ | ------------------------------------------ | ------------------------------------------ |
| 1                                          | 5 januari 1980                             | Venezuela – Colombia                       | 0 – 0                                      | Oefeninterland                             |                                            |
| 2                                          | 17 juli 1983                               | Colombia – Polen                           | 1 – 1                                      | Oefeninterland                             |                                            |
| 3                                          | 26 juli 1983                               | Ecuador – Colombia                         | 0 – 0                                      | Oefeninterland                             |                                            |
| 4                                          | 29 juli 1983                               | Colombia – Ecuador                         | 0 – 0                                      | Oefeninterland                             |                                            |
| 5                                          | 14 augustus 1983                           | Bolivia – Colombia                         | 0 – 1                                      | Copa América                               |                                            |
| 6                                          | 17 augustus 1983                           | Peru – Colombia                            | 1 – 0                                      | Copa América                               |                                            |
| 7                                          | 24 augustus 1983                           | Colombia – Argentinië                      | 1 – 0                                      | Copa América                               |                                            |
| Als speler van América de Cali             |                                            |                                            |                                            |                                            |                                            |
| 8                                          | 9 oktober 1984                             | Mexico – Colombia                          | 1 – 0                                      | Oefeninterland                             |                                            |
| 9                                          | 11 oktober 1984                            | Verenigde Staten – Colombia                | 1 – 0                                      | Oefeninterland                             |                                            |
| 10                                         | 21 februari 1985                           | Chili – Colombia                           | 1 – 1                                      | Oefeninterland                             |                                            |
| 11                                         | 24 februari 1985                           | Uruguay – Colombia                         | 3 – 0                                      | Oefeninterland                             |                                            |
| 12                                         | 2 maart 1985                               | Paraguay – Colombia                        | 0 – 3                                      | Oefeninterland                             |                                            |

## Erelijst
América de Cali
- Copa Mustang

1984, 1985, 1986
- Copa Libertadores

Finalist: 1985, 1986